# Лучкевич Валерій Ігорович
Вале́рій І́горович Лучке́вич (нар. 11 січня 1996, Запоріжжя, Україна) — український футболіст, правий півзахисник «Динамо» (Київ). Грав за молодіжну збірну України.

## Клубна кар'єра

### «Металург»
Вихованець запорізького «Металурга». Із 2012 року почав виступати за юнацьку та молодіжну команди клубу. 2013 року молодий гравець відмовився він підписання нового контракту із запорізьким клубом через відношення керівництва до його батька.

### «Дніпро»

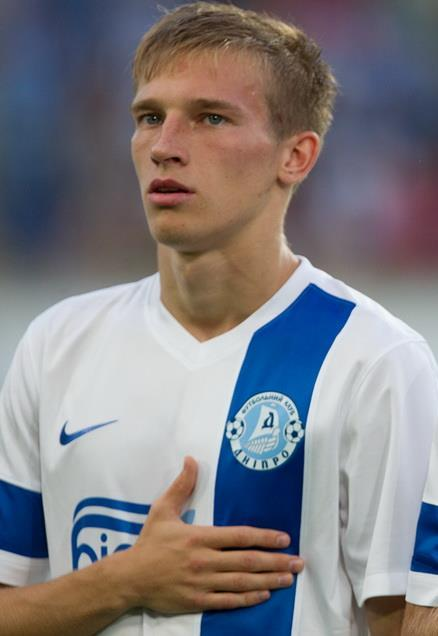
Валерій Лучкевич під час виступів за «Дніпро». 2015 рік.

На початку 2014 року приєднався до дніпропетровського «Дніпра». У дніпропетровському клубі отримав місце в команді дублерів. У матчах української Прем'єр-ліги 18-річний футболіст дебютував 10 серпня 2014 року, провівши у складі «Дніпра» 82 хвилини гри проти львівських «Карпат» (перемога дніпропетровців 4:0). А в одній з ігор проти свого колишнього клубу «Металурга» забив гол, який дуже радісно відсвяткував, бо для нього це була принципова гра. Загалом провів за клуб 68 ігор в усіх турнірах і забив 6 голів, ставши з командою фіналістом Ліги Європи 2015 року.

### «Стандард»
30 січня 2017 року було офіційно оголошено про перехід Лучкевича до складу бельгійського «Стандарду». 12 березня 2017 року він дебютував за клуб, вийшовши на заміну на 55-й хвилині в матчі Першого дивізіону проти «Остенде». 13 травня 2017 року він забив перший гол за свій клуб у матчі плей-оф Ліги Європи Першого дивізіону Бельгії проти «Мехелена». З командою став володарем Кубка Бельгії 2017/18.

### «Олександрія»
На початку січня 2019 року був орендований «Олександрією» (без права викупу). З «городянами» підписав контракт до завершення сезону 2018/19 років. У червні 2019 року клуб викупив контракт гравця. Надалі провів у клубі ще два роки і покинув клуб по завершенні контракту влітку 2021 року.

### «Дніпро-1»
У червні 2021 року підписав дворічний контракт з клубом «Дніпро-1». У першій половині сезону був основним гравцем, але потім через травми став пропускати більшість матчів. В результату і сезоні 2022/23 він через травму зіграв за команду Олександра Кучера лише 3 матчі, тому влітку 2023 року покинув клуб.

### «Колос»
В липні 2023 року став гравцем «Колоса» (Ковалівка), але і тут гравця переслідували травми. В результаті у першій половині сезону 2024/25 провів лише 3 матчі без результативних дій.

### «Динамо» (Київ)
6 березня 2025 року підписав на правах вільного агента контракт з «Динамо» (Київ) до кінця сезону через травму свого основного правого захисника Олександра Тимчика. 6 квітня дебютував за киян у матчі чемпіонату проти «Лівого берега» (2:0), вийшовши на заміну на 88-й хвилині замість Олександра Караваєва.

## Виступи за збірні

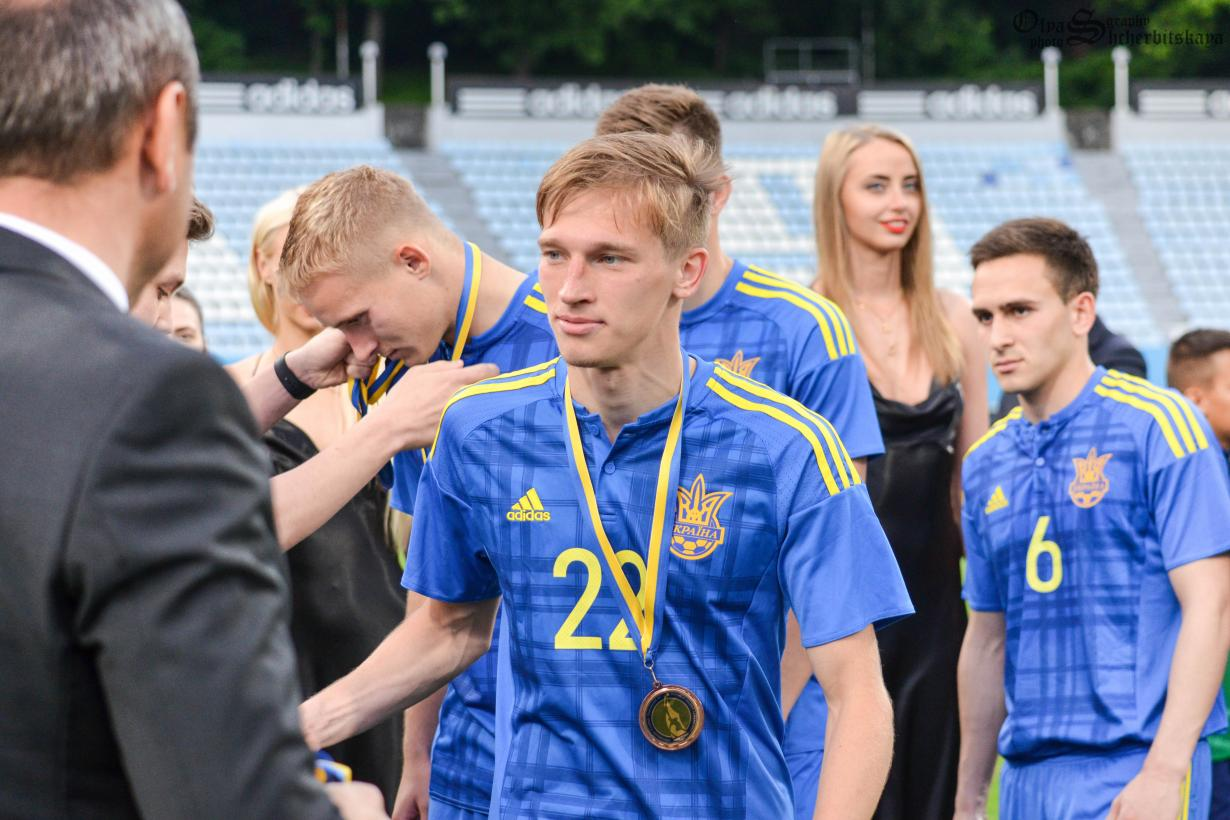
Валерій Лучкевич у складі молодіжної збірної України. 2016 рік.

У складі юнацької збірної України (U17) дебютував 25 вересня 2012 року у матчі проти бельгійських однолітків. Наступного року з командою зіграв на юнацькому чемпіонаті Європи у Словаччині. У збірній цієї вікової категорії провів 14 матчів, у яких двічі відзначався забитими голами.
Із серпня 2013 по 2015 рік залучався до складу юнацької збірної (U18). Паралельно грав за команду до 19 років, з яким у 2015 році брав участь у Чемпіонаті Європи серед молоді до 19 років у Греції. На турнірі забив гол у ворота збірної Австрії (2:2), але команда посіла останнє місце у групі. Того ж року він зіграв на чемпіонаті світу серед молоді до 20 років 2015 року у Новій Зеландії. Під час чемпіонату світу він зіграв три матчі і дійшов до 1/8 фіналу. Він забив гол у ворота збірної М'янми (6:0) в першому турі.
Грав за молодіжну збірну України, за яку провів 23 гри, але за національну команду так і не дебютував.

## Статистика

### Клубна статистика
Станом на 7 березня 2025 року
| Клуб                  | Сезон                 | Ліга | Ліга | Кубок  | Кубок | Кубок | Суперкубок | Суперкубок | Єврокубки | Єврокубки | Єврокубки | Разом | Разом |
| Клуб                  | Сезон                 | Ігри | Голи | Турнір | Ігри  | Голи  | Ігри       | Голи       | Турнір    | Ігри      | Голи      | Ігри  | Голи  |
| --------------------- | --------------------- | ---- | ---- | ------ | ----- | ----- | ---------- | ---------- | --------- | --------- | --------- | ----- | ----- |
| «Дніпро»              | 2014/2015             | 13   | 2    | КУ     | 6     | 0     | —          | —          | ЛЄ        | 8         | 0         | 27    | 1     |
| «Дніпро»              | 2015/2016             | 20   | 1    | КУ     | 7     | 1     | —          | —          | ЛЄ        | 3         | 0         | 30    | 2     |
| «Дніпро»              | 2016/2017             | 10   | 2    | КУ     | 1     | 0     | —          | —          | —         | —         | —         | 11    | 2     |
| Всього за Дніпро      | Всього за Дніпро      | 43   | 5    |        | 14    | 1     | 0          | 0          |           | 11        | 0         | 68    | 5     |
| «Стандард»            | 2016/2017             | 10   | 1    | —      | —     | —     | —          | —          | —         | —         | —         | 10    | 1     |
| «Стандарт»            | 2017/2018             | 11   | 0    | КБ     | 4     | 0     | —          | —          | —         | —         | —         | 15    | 0     |
| Всього за Стандард    | Всього за Стандард    | 21   | 1    |        | 4     | 0     | 0          | 0          |           | 0         | 0         | 25    | 1     |
| «Олександрія»         | 2018/2019             | 13   | 2    | —      | —     | —     | —          | —          | —         | —         | —         | 13    | 2     |
| «Олександрія»         | 2019/2020             | 30   | 1    | КУ     | 1     | 0     | —          | —          | ЛЄ        | 6         | 0         | 37    | 1     |
| «Олександрія»         | 2020/2021             | 21   | 2    | КУ     | 4     | 1     | —          | —          | —         | —         | —         | 25    | 3     |
| Всього за Олександрію | Всього за Олександрію | 64   | 5    |        | 5     | 1     | 0          | 0          |           | 6         | 0         | 65    | 6     |
| «Дніпро-1»            | 2021/2022             | 13   | 0    | КУ     | 2     | 0     | —          | —          | —         | —         | —         | 15    | 0     |
| «Дніпро-1»            | 2022/2023             | 2    | 0    | —      | —     | —     | —          | —          | ЛК        | 1         | 0         | 3     | 0     |
| Всього за Дніпро-1    | Всього за Дніпро-1    | 15   | 0    |        | 2     | 0     | 0          | 0          |           | 1         | 0         | 18    | 0     |
| «Колос» (Ковалівка)   | 2023/2024             | 23   | 2    | КУ     | 1     | 0     | —          | —          | —         | —         | —         | 24    | 2     |
| «Колос» (Ковалівка)   | 2024/2025             | 3    | 0    | —      | —     | —     | —          | —          | —         | —         | —         | 3     | 0     |
| Всього за Колос       | Всього за Колос       | 26   | 2    |        | 1     | 0     | 0          | 0          |           | 0         | 0         | 27    | 2     |

## Титули і досягнення
- Володар Кубка Бельгії (1):

«Стандард»: 2017/18
- Чемпіон України (1):

«Динамо»: 2024/25

## Особисте життя
Син гравця збірної України середини 1990-х, а нині футбольного тренера Ігоря Лучкевича.
Влітку 2017 року одружився на моделі Анні Опальник.